# Erich Rudorffer

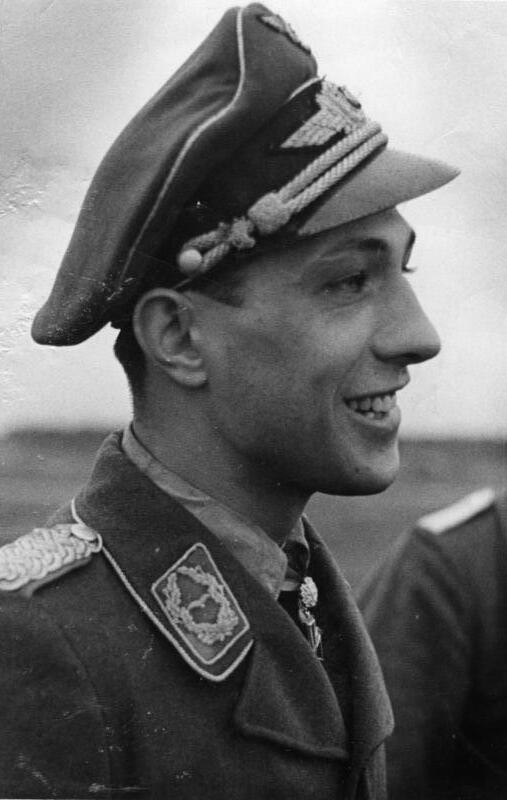
Erich Rudorffer im Jahr 1944

Erich Rudorffer  (* 1. November 1917 in Zwochau; † 8. April 2016 in Bad Schwartau) war ein deutscher Luftwaffenoffizier, zuletzt Major, und hochdekorierter Jagdflieger im Zweiten Weltkrieg.

## Zweiter Weltkrieg

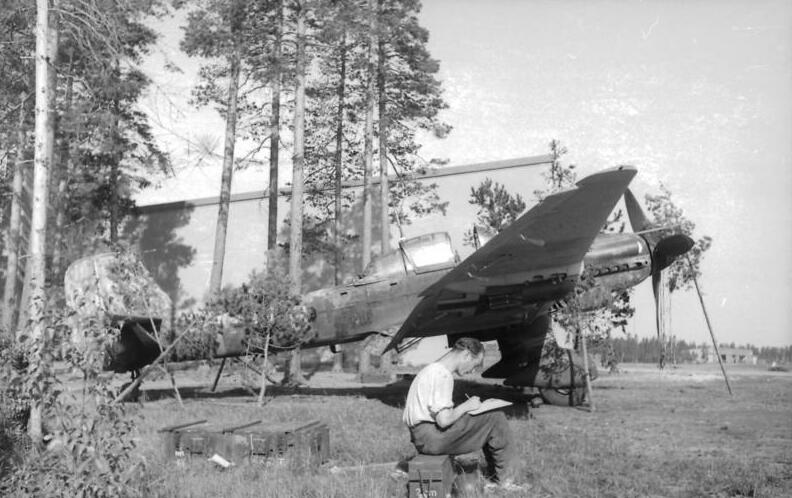
Major Erich Rudorffer schreibend auf einer Kiste sitzend, im Hintergrund ein mit Buschwerk getarntes Flugzeug Junkers Ju 87D

Erich Rudorffer kam bei Kriegsbeginn über die zivile Verkehrsfliegerei zur Luftwaffe, anfangs zu den Kampffliegern um später zum Jagdflieger ausgebildet zu werden. Als Oberfeldwebel nahm er als Mitglied des JG 2 „Richthofen“ am Frankreichfeldzug teil und errang seinen ersten Luftsieg am 14. Mai 1940, eine französische Curtiss 75A. Den Frankreichfeldzug beendete er mit acht weiteren Abschüssen. Am 2. Oktober 1940 wurde er zum Leutnant befördert und am 1. Mai 1941 wurde ihm das Ritterkreuz verliehen. Als Kommandeur der II. Gruppe des JG 2 kam er im November 1942 nach Afrika. Bis April 1943 konnte er dort 26 weitere Luftsiege erringen. Im Juni übernahm er die Führung der II. Gruppe des JG 54 „Grünherz“ an der Ostfront. Dort erzielte er weitere Abschüsse, unter anderem am 6. November 13 Luftsiege in 17 Minuten. Zum Major befördert, kämpfte er im Winter 1943/44 an der finnischen Front. Am 11. April 1944 erhielt er anlässlich seines 113. Abschusses das Eichenlaub zum Ritterkreuz. Zurück an der Ostfront wurden ihm am 26. Januar 1945 für 210 Abschüsse die Schwerter zum Ritterkreuz verliehen.
Seine letzten zwölf Abschüsse erzielte er mit der Me 262 als Führer der II. Gruppe des Jagdgeschwaders 7. Bei Kriegsende hatte er auf über 1000 Feindflügen insgesamt 224 Abschüsse erzielt (nach manchen Quellen auch 222), darunter 136 an der Ostfront. Er steht demnach an 7. Stelle bei den erfolgreichsten Jagdfliegern der Luftwaffe und damit der Geschichte überhaupt. Rudorffer selbst wurde 16 mal abgeschossen.

## Nachkriegszeit
Erich Rudorffer arbeitete nach dem Krieg für Pan Am und ab den 1980er Jahren für das Luftfahrt-Bundesamt. Bis zu seinem Tod am 8. April 2016 war er der letzte noch lebende Träger des Eichenlaubs mit Schwertern zum Ritterkreuz des Eisernen Kreuzes.

## Sonstiges

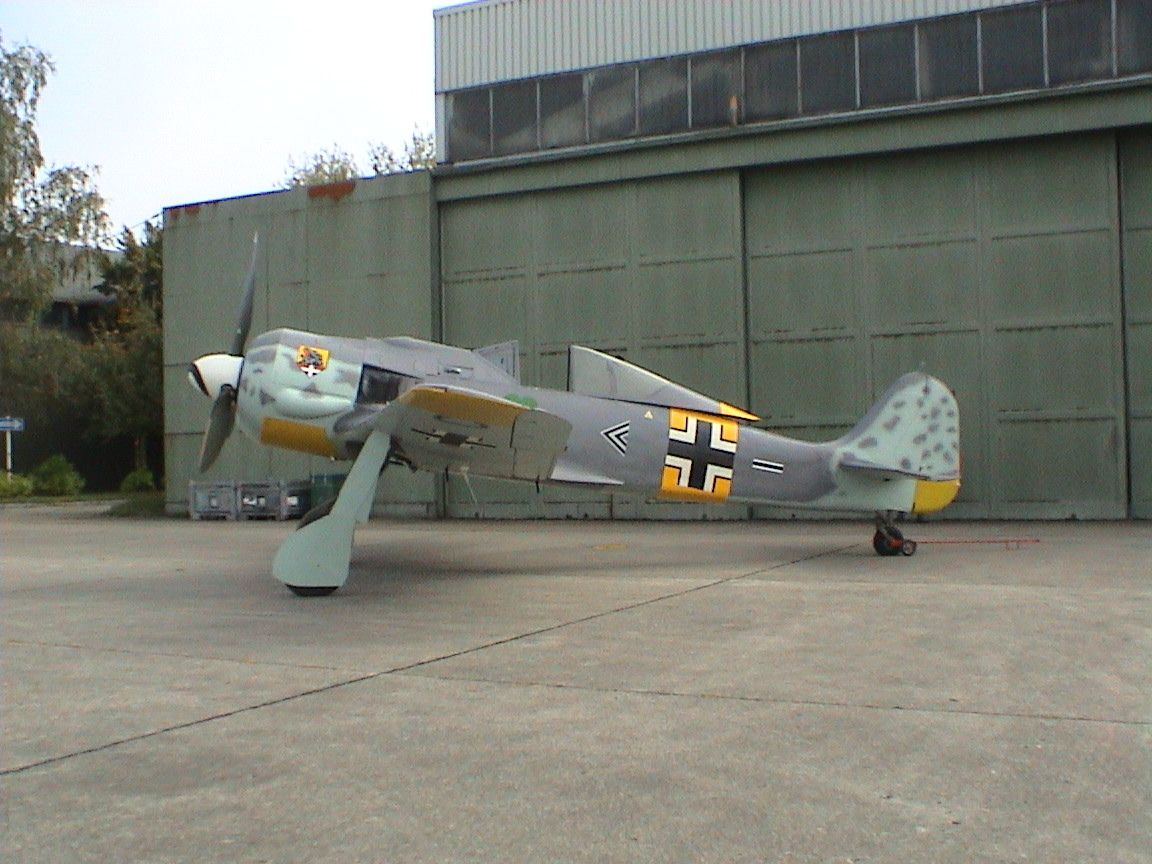
Flug Werk Fw 190A-8/N im Farbschema von Erich Rudorffer Finnland 1944

Rudorffer ist einer der Charaktere, die in dem 2007 gedrehten finnischen Film „Tali-Ihantala 1944“ dargestellt werden. Für diesen Film wurde ein von der Firma Flug-Werk hergestellter Nachbau seiner Fw 190 verwendet.
Dieses Flugzeug befindet sich jetzt in der Chariots of Fire Fighter Collection und wird im Omaka Aviation Heritage Centre in Blenheim, Neuseeland, im Farbschema von Erich Rudorffer, Finnland 1944, betrieben.

## Auszeichnungen
- Ritterkreuz des Eisernen Kreuzes mit Eichenlaub und Schwertern[4]
  - Ritterkreuz am 1. Mai 1941.
  - Eichenlaub am 11. April 1944 (447. Verleihung)
  - Schwerter am 26. Januar 1945 (126. Verleihung)
- Deutsches Kreuz in Gold am 9. Dezember 1941[4]